# Толстой, Фёдор Матвеевич
Фёдор Матвеевич Толстой (1748 — 23 декабря 1789) — премьер-майор и фактический командир Преображенского полка в 1775—1780 гг., приближённый Екатерины II и её любимый чтец, с 1777 года генерал-майор.

## Биография
Сын генерал-аншефа М. А. Толстого, по матери — внук знаменитого дипломата А. И. Остермана. Унаследовал часть остермановских владений в разных губерниях, включая село Покровское на реке Песоченке. Дядя боевого генерала А. И. Остермана-Толстого.
На военной службе числился с детства (с 1756 года). Офицер Смоленского пехотного полка (в 1762 г. штык-юнкер). Во время Русско-турецкой войны 1768—1774 годов доблестно служил под командованием П. А. Румянцева, удостоился боевых орденов. В 1769 г. получил чина майора, в 1770 г. подполковника.
В 1774 г. cекунд-майор лейб-гвардии Преображенского полка Ф. М. Толстой посещал масонскую ложу. В это время он заводит полезные знакомства при дворе и становится известен императрице, на которую производит благоприятное впечатление. «Голубчик, буде Толстой тебе сказал, что я скончалась, то знай теперь, что я уже воскресла», — шутливо пишет Екатерина II своему фавориту Потёмкину.
В 1775 г. Потёмкин убедил императрицу сделать своего бывшего сослуживца Толстого премьер-майором преображенцев и по причине собственной занятости фактически передоверил ему командование Преображенским полком. С этого времени на протяжении пяти лет молодой и речистый Толстой пользовался доверием императрицы, регулярно сопровождал её в поездках по окрестностям столицы и обедал с нею за одним столом. По свидетельству князя И. М. Долгорукова,

Толстой был мил, забавен, и когда говаривал, надобно было его поневоле слушать. Я столько пленялся его беседой, что и до сих пор живо его помню. <…> Во всю жизнь мою я не находил людей приятнейшего ума. Он имел остроту необыкновенную.
Шевалье де Корберон сообщает, что во время опалы Потёмкина майор Толстой рассматривался как его возможный преемник. Он выпросил полковым адъютантам разрешение обедать за большим столом с императрицей. Свои досуги посвящал занятиям химией:

Я пошёл сегодня к Толстому, майору Преображенцев и полезному другу Государыни, равно и Потемкина, которого он знает в течение 15-ти лет. Толстой любитель-химик и дал мне рецепт своего ciralbo. Он знаком с неким Шульгиным из горной коллегии, также любителем, и предпочитает работать с ним вместе. Он обещал давать мне сведения, сообщать свои открытия и вместе с тем просил подписаться для него на Архив mytho-hermétiques. Его работа напоминает мне сочиненьице по химии Лавуазье, генерала-фермера.
Из того же источника известно, что во время пугачёвского восстания именно Толстой «противился посылке против разбойников гвардейских полков, потому что последние недовольны монополией Толстого, присваивающего себе деньги и товары, предназначенные для солдат. Боялись, как бы гвардия не пристала к разбойникам вместо того чтобы драться с ними».
При дворе распространились слухи, будто Толстой привёл полковые дела в беспорядок. В мае 1776 г. императрица негодует, что «непростительно ему полк оставить без нижнего платья». Месяцем ранее жена П. А. Румянцева писала мужу, что «Толстова уже не подзывают и никогда не кличут разговаривать, этот очень нос повесил».
Тем не менее Фёдор Матвеевич сохранял своё место при дворе до 1780 или 1781 года, когда вышел в отставку. По его протекции многие провинциальные дворяне смогли записать своих малолетних сыновей в гвардию; впоследствии они чувствовали себя обязанными Толстому «жалованием их в унтер-офицеры и сержанты».

Всё такие же злоупотребления: выпускались в капитаны невежды, ребятишки, не служившие вовсе и не могущие ещё служить. История сих выпусков, и как обязано всё дворянство Толстому. Какой смеха достойный образец! нигде нет тому подобного; последствия от того дурные и вредные.— А. Т. Болотов
После выхода в отставку Ф. М. Толстой занялся устройством своего подмосковного поместья и побывал у опытного паркоустроителя А. Т. Болотова, который был весьма рад «сему знаменитому и умеющему ценить достоинства умному постояльцу и гостю». Гость выпросил у хозяина дома прельстившую его вазу и, как вспоминает Болотов,

при случае разговора о красивости положения тамошнего места и сада, сказал: «всё это хорошо, но лучше всего этого сам Андрей Тимофеевич». Этими словами доставил он мне более удовольствия, нежели каким бы дорогим подарком.
Умер в декабре 1789 года в Москве, похоронен в Андроников монастыре.

## Награды
- орден Св. Георгия 4-й степени (№ 108 (87), 12.4.1771);
- орден Св. Георгия 3-й степени (№ 42, 26.11.1774) — «В турецкую войну близ крепости Турны с вверенным ему баталионом переправясь чрез Дунай, атаковал там неприятеля и овладел сделанное с нашей стороны при деревне Могуре прикрытие моста укрепление и поразил во многом числе неприятеля»[6].
- орден Святой Анны (28.6.1778)[18]

## Семья
Жена — Наталья Фёдоровна Лопухина, дочь тайного советника Фёдора Авраамовича Лопухина (1697—1757) и графини Веры Борисовны Шереметевой (1716—1789), внучка первого русского фельдмаршала Б. П. Шереметева. В 1790 г. приобрела в Москве каменный дом князя Оболенского. Дети:
- Матвей (29.03.1772—23.11.1815[22]) — камергер, тайный советник, сенатор (1812), умер от горячки. Его сыновья Павел, Николай, Феофил и Иван.
- Анна, жена поручика Сергея Николаевича Чернышёва, мать поэта-дилетанта Ф. С. Чернышёва.
- Евгения (1779—05.10.1783[23])
- Иван (30.12.1782[24]—07.06.1787)
- Александра (16.03.1789[25]—17.04.1817) — фрейлина, замужем (с 1808) за князем Андреем Ивановичем Ухтомским, поручиком; по словам современницы, их брак был заключён по любви, но сам князь и его молодая жена были из числа тех людей, которых называют простаками.